# Борнмутський симфонічний оркестр
Борнмутський симфонічний оркестр, БСО (англ. Bournemouth Symphony Orchestra, BSO) — один з основних симфонічних оркестрів Великої Британії, заснований у 1893 році у місті Борнмут. 1979 року БСО переїхав до сусіднього міста Пул. Оркестром керували багато провідних світових диригентів: сер Ден Годфрі, Рудольф Шварц, Костянтин Сільвестрі, Пааво Берглунд, Ендрю Літон, Мерін Еслоп. З 2009 року БСО очолив 33-річний український диригент — Кирило Карабиць. Під його керівництвом Борнмутський симфонічний оркестр за результатами он-лайн голосування знаного вебпорталу Bachtrack 6 жовтня 2014 року був визнаний «Найулюбленішим оркестром світу 2014» (англ. World’s Favourite Orchestra 2014).

## Репертуар
Оркестр дає близько 150 концертів на рік. Багато записаних ним дисків отримали сприятливий прийом від критиків:
- Симфонія № 10 Густава Малера, диригент Саймон Реттл.
- Концертна увертюра «На півдні» Едварда Елгара, на чолі з Костянтином Сільвестрі.
- Концерт для фортепіано № 2 Петра Чайковського, диригент Рудольф Баршай і Пітер Донаге — фортепіано.

## Головні диригенти
- 1893—1934: сер Ден Годфрі
- 1934—1939: Річард Остен
- 1939—1947: Монтаґ Бірч
- 1947—1951: Рудольф Шварц
- 1951—1961: сер Чарльз Ґров
- 1962—1969: Костянтин Сільвестрі
- 1972—1979: Пааво Берглунд
- 1980—1982: Урі Сігал
- 1982—1988: Рудольф Баршай
- 1988—1994: Ендрю Літон
- 1995—2000: Яків Крейцберг
- 2002—2008: Мерін Еслоп
- з 2009: Кирило Карабиць